# 非屏蔽雙絞線

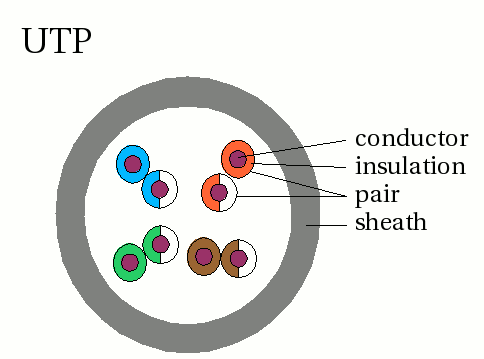
非屏蔽雙絞線橫切面

非屏蔽雙絞線（英語：Unshielded Twisted Pair，UTP）是一種數據傳輸線，由四對不同顏色的傳輸線互相纏繞所組成，每對相同顏色的線傳遞著來回兩方向的電脈衝，這樣的設計是利用了電磁感應相互抵銷的原理來屏蔽電磁干擾。UTP廣泛用於乙太網路（區域網路）和電話線中。
非屏蔽雙絞線電纜最早在1881年被用於貝爾發明的電話系統中。1900年美國的電話線網絡亦主要由UTP所組成，它們由電話公司所擁有。

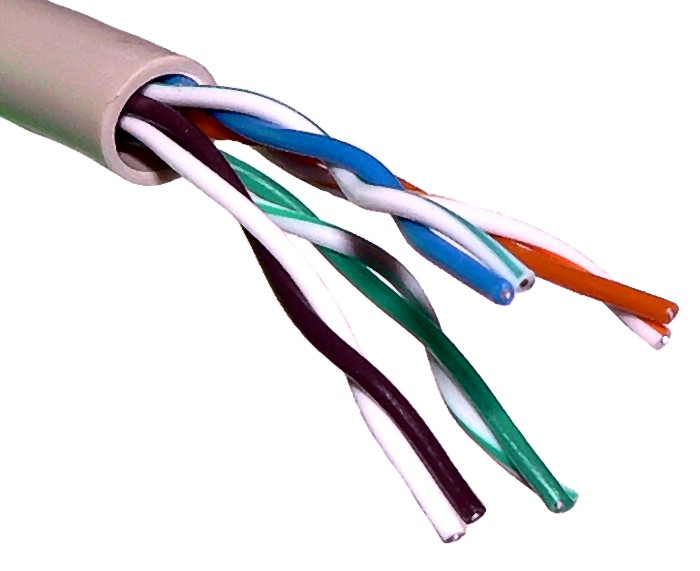
UTP的內部結構

目前UTP被廣泛用於電腦網絡，但由於使用過長的UTP電纜傳輸數據會引致訊號衰減問題，惟其價格較光纖和同軸電纜低，因此UTP主要用作短途傳輸，一般不多於100米。
UTP電纜末端通常連接RJ-45，以便插入到與其相容的連接埠中。